# Tylko Beatrycze
Tylko Beatrycze – powieść historyczna Teodora Parnickiego wydana w 1962 roku.

## O powieści
Na przełomie 1959 i 1960 Parnicki poszukiwał materiałów do powieści. W październiku 1961 informował Giedroycia, że czeka na podpisanie umowy z Pax-em na wydanie trzeciej części Twarzy księżyca i Tylko Beatrycze, powieści z czasów Łokietka i Dantego. 4 sierpnia 1962 ukończona powieść, została wysłana do wydawnictwa. Ukazała się jeszcze w 1962.
Tytuł został zaczerpnięty z wiersza Spotkanie Jana Lechonia. Dante zapytany o sekret swej twarzy, bladej i rozżarzonej niepokojem, odpowiada: Nie ma nieba ni ziemi, otchłani ni piekła, / Jest tylko Beatrycze. I właśnie jej nie ma.
Powieść napisana pomiędzy pierwszym a drugim tomem Nowej baśni, choć nie należy do cyklu, dzięki temu, że jej fabuła została usytuowana w XIV wieku, stanowi jakby brakujące ogniwo w nowobaśniowych wędrówkach błędnych rycerzy za ocean.
Tylko Beatrycze jest ważnym ogniwem w twórczości Parnickiego. Gromadzi doświadczenia zdobyte przez pisarza w jego dotychczasowej twórczości i zawiera wszystkie tendencje, które rządzić nią będą do następnego momentu przełomowego, jakim będzie Zabij Kleopatrę. Beatrycze skupia w sobie jak w soczewce, w zakresie tematyki i kształtu powieściowego, to wszystko, co charakteryzuje środkowy okres twórczości Parnickiego.

## Kształt powieściowy
Przy lekturze tej, jak i innych powieści Parnickiego, czytelnik staje jednocześnie wobec dwóch sprzecznych doznań. Z jednej strony umysł gubi się w bogactwie powieściowego świata: mnogości miejsc, epok krajów, wielości bohaterów, splątaniu wątków, obfitości aluzji literackich i biblijnych, zawikłanej problematyce religijnej i filozoficznej, z drugiej narasta w nim przekonanie, że to pogranicze chaosu ukrywa wzór, który okaże się bardzo prosty, gdy się do niego dotrze. Autor jednak świadomie go nie ujawnia. Tok narracji dochodząc do jakiegoś istotnego zdarzenia, omija je. Zaczyna krążyć wokół niego, odsłaniając jakby mimochodem, rozważając jego przyczyny, okoliczności, nie zrealizowane możliwości. Autor przekonuje czytelnika, jakie bogactwo myślowe zawiera w sobie ten sposób opowiadania, prześlizgujący się niejako obok perypetii życiowych bohaterów. Wprowadza zasadę drugoplanowości zdarzeń, przesłoniętych biegiem refleksji.
Ta zasada konstrukcji czerpie z dwudziestowiecznej powieści strumienia świadomości i osiemnastowiecznej powieści angielskiej, rezygnujących ze ścisłego pokazywania zdarzeń w ich kolejności dziania się, na rzecz swobody skojarzeń, wspomnień, uobecniającej dowolny moment w wiecznej teraźniejszości pamięci. Jednocześnie Parnicki dokonuje znaczącej modyfikacji tych tradycji. Czyni swego bohatera Stanisława poetą wielkim, ale niezdolnym wyrazić swych przeżyć z powodu ubóstwa XIII i XIV-wiecznej polszczyzny, przez co przesuwa uwagę czytelnika z przeżyć psychicznych postaci na ich zapis i sposób ich ekspresji. Tylko Beatrycze stanowi zespół tekstów mówionych lub pisanych przez bohaterów. Jest powieścią całkowicie pozbawioną narracji w trzeciej osobie. Wypełniają ją dialogi, listy, rozprawy i komentarze na marginesach.

## Tematyka

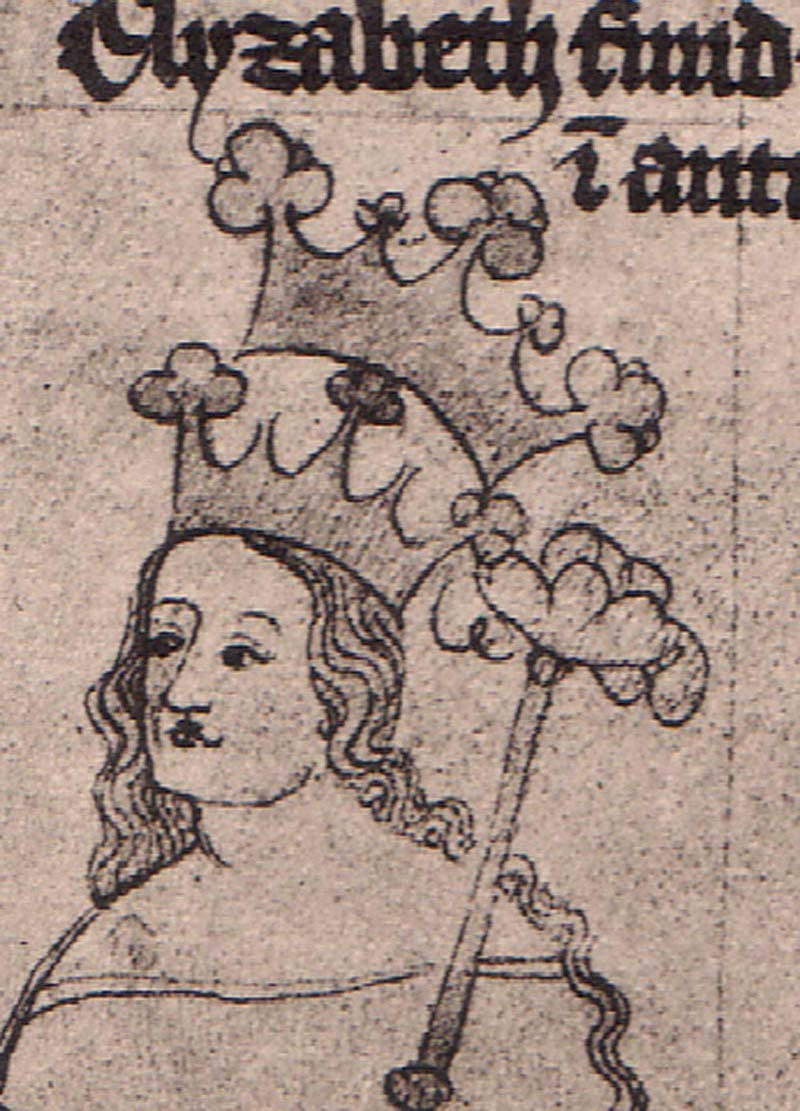
Ryksa Elżbieta (Reiczka)

Akcja powieści rozgrywa się na przełomie XIII i XIV wieku, w Polsce, gdzie ginie zamordowany skrytobójczo Przemysław II, w Awinionie wypędzonych papieży i na terenie Europy od Tatarii do Islandii, po której wędruje w poszukiwaniu ojca i świętego Graala wychowanek wieleńskich cystersów, bękart Stanisław. W chwili gdy zaczyna się powieść ma on już za sobą liczne wędrówki, natomiast w powieści zostaje pokazany na małej zamkniętej przestrzeni: w izbie dworu w Mochach, otoczony przez zbuntowanych chłopów, grożących spaleniem klasztoru; w komnacie pałacu papieskiego w Awinionie, gdzie zamknięty pod strażą spisuje swoje wspomnienia; w kajucie statku, gdzie jako poborca świętopietrza płynie do Polski i pisze pod dyktando Trwogi i Ulgi, nękany przez duchy zmarłych i nieobecnych. Mimo że odbywa podróż, pozostaje pod strażą załogi, która pilnuje, by dotarł do miejsca swego przeznaczenia, a i sam nie odważa się opuścić kajuty z lęku przed zmorami przeszłości, przed którymi ulgę przynosi tylko pisanie.
Pierwsza wielka rozmowa w powieści rozgrywa się we wsi Mochy. Stanisław po latach powrócił do swych dawnych wychowawców, jako trybun ludowy. Występuje w interesie zbuntowanych przeciw nadmiernym podatkom, chłopom z dóbr klasztornych. Udało mu się skłonić buntowników do jednodniowej zwłoki, mając nadzieję, że skłoni opata do zgody na żądania poddanych i w ten sposób uratuje zakonników przed śmiercią w płomieniach. W dramatycznej rozmowie odsłaniają się fragmenty jego przeszłości, w tym najbardziej dramatyczne nocne poselstwo małego Stanisława na dwór króla Przemysława, aby ostrzec go o przygotowywanym zamachu na jego życie. Wędrując zimową nocą przez las pełen wilków, dochodzi do wniosku, że posłano go na pewną śmierć, dla której poselstwo było tylko pretekstem, i że mógł to zrobić tylko jego ojciec, jeden z mnichów, by pozbyć się owocu grzechu, popełnionego niegdyś z młynarzówną. Zaaferowany i przestraszony chłopiec zapomina dokładnych słów ostrzeżenia i nie wywiązuje się z poselstwa.
Dochodząc do siedziby królewskiej spotyka w lesie kilka osób z dworu, w tym królewnę Rychezę, zwaną Reiczką. Z kilku zamienionych wówczas słów, gestu współczucia Stanisław wyciąga wniosek, że królewna się w nim zakochała. Żyje tym złudzeniem przez całe lata. Jak Tymoteusz ze Srebrnych orłów, wierzy w miłość Teodory Stefanii, a Chozroes ze Słowa i ciała – w miłość Markii. Reiczka dorósłszy została królową Polski i Czech, żoną Więcysława. Gdy owdowiała, jak twierdzi Stanisław, obiecała za niego wyjść, jeśli on, Stanisław, dotrze do czyśćca i uzyska zgodę Więcysałwa na jej ponowny ślub. Stanisław przekonany, że wędruje po świecie, po to by spełnić postawiony mu warunek i poślubić swą Beatrycze, a przy okazji, skoro zaszczyciła go swą miłością królowa, by poznać swoje pochodzenie, nie wie, że jest stale narzędziem cudzej woli. Opowieść jednego z cystersów wieleńskich, brata Andrzeja, o wyprawie za ocean, informacja zaszyfrowana w Boskiej komedii Dantego, szczegóły wędrówek rycerzy arturiańskich w poszukiwaniu Graala, mają pomóc Stanisławowi w odnalezieniu drogi. Jego pomysły krzyżują się jednak i łączą z, podejrzaną o herezję, nową nauką papieża co do rzeczy ostatecznych i jawną herezją o Duszycy Świętej. Ostatecznie poeta polski, który nie umiał się wypowiedzieć w słowie, będzie musiał stać się sługą papieskim, który nie będzie mógł się przyznać do swej narodowości i języka, poborcą podatku kościelnego, gnębiącym ubogich chłopów.